# Duke Pearson
Duke Pearson (Atlanta, 1932. augusztus 17. – Atlanta, 1980. augusztus 4.) amerikai dzsesszzongorista, zeneszerző.

## Pályakép
| Duke Pearson                              | Duke Pearson                              |
| Kattints az alábbi külső linkek egyikére! | Kattints az alábbi külső linkek egyikére! |
| ----------------------------------------- | ----------------------------------------- |
| Nem található szabad kép.(?)              |                                           |
| külső link · jogvédett                    | Duke Pearson                              |

Öt éves korában kezdett zongorázni, de akkoriban szívesebben trombitált. 1953-1954 között a hadseregben szolgált, és közben visszatért a zongorához. 1959-ben New Yorkba költözött, ahol az Art Farmer-Benny Golson együttesben szerepelt.
Nancy Wilson, illetve egy 1961-es brazil turné ihlette a „Cristo Redentor” című kompozícióját. Ennek nyomán szerepet vállalt a Blue Note Records-nál. Egy 1970-es kanadai rádióinterjú szerint, a Blue Note alapítóját lenyűgözte Pearson munkája a felvételeknél.
Az 1970-es években szklerózis multiplexet diagnosztizáltak nála, amiben 1980-ban az Atlanta Veterans Hospitalban meghalt.

## Lemezek
- 1959: Profile
- 1959: Tender Feelin's
- 1961: Angel Eyes
- 1961: Dedication!
- 1962: Hush!
- 1964: Wahoo!
- 1965: Honeybuns
- 1966: Prairie Dog
- 1966: Sweet Honey Bee
- 1967: The Right Touch
- 1967: Introducing Duke Pearson's Big Band
- 1968: he Phantom
- 1968: Now Hear This
- 1969: How Insensitive
- 1969: Merry Ole Soul
- 1968-70: I Don't Care Who Knows It
- 1970: It Could Only Happen with You